# Elaeosticta korovinii
Elaeosticta korovinii là một loài thực vật có hoa trong họ Hoa tán. Loài này được (Bobrov) Kljuykov, Pimenov & V.N.Tikhom. mô tả khoa học đầu tiên năm 1976.